# Orne (Mosel)
Die Orne ist ein rund 86 km langer Fluss in Frankreich, der in der Region Grand Est verläuft. Sie ist ein linker und westlicher Nebenfluss der Mosel.

## Geographie

### Verlauf
Die Orne entspringt im Gemeindegebiet von Ornes, entwässert generell in östlicher Richtung und mündet nach 86 Kilometern im Gemeindegebiet von Richemont als linker Nebenfluss in die Mosel.
Auf ihrem Weg durchquert sie die Départements Meuse, Meurthe-et-Moselle und Moselle.

### Zuflüsse
Die Zuflüsse der Orne über 10 km sind:
| Name                          | SANDRE-Code | Lage   | Länge (km) | EZG (km²) | Abfluss (m³/s) | Mündung                                          |
| ----------------------------- | ----------- | ------ | ---------- | --------- | -------------- | ------------------------------------------------ |
| Ruisseau de Vaux              | A8010620    | rechts | 13,8       | 54,0      | 0,55           | bei Foameix-Ornel auf 202 m                      |
| Ruisseau de Tavannes          | A8020400    | rechts | 13,4       |           |                | bei Étain auf 200 m                              |
| Ruisseau d'Eix                | A8030310    | rechts | 15,2       |           |                | südlich von Warcq auf 195 m                      |
| Le Braquemis Rupt             | A8030900    | rechts | 12,3       |           |                | östlich von Gussainville auf 194 m               |
| Ruisseau du Moulin de Darmont | A8040310    | links  | 13,5       | 35,0      | 0,29           | zwischen Gussainville und Buzy auf 194 m         |
| Ruisseau de Butel             | A8050850    | rechts | 12,6       |           |                | bei Parfondrupt auf 193 m                        |
| Ruisseau le Grijolot          | A8070360    | links  | 11,3       |           |                | in Conflans-en-Jarnisy auf 186 m                 |
| L'Yron                        | A81-0200    | rechts | 37,4       | 380,0     | 3,74           | zwischen Conflans-en-Jarnisy und Jarny auf 185 m |
| Ruisseau du Fond de la Cuve   | A8200310    | rechts | 12,5       |           |                | in Jarny auf 185 m                               |
| Ruisseau le Rawe              | A8220300    | links  | 18,0       | 78,4      |                | östlich von Valleroy auf 180 m                   |
| Le Woigot                     | A83-0200    | links  | 20,6       | 84,6      |                | bei Auboué auf 178 m                             |
| Le Conroy                     | A84-0200    | links  | 20,9       | 82,5      |                | bei Moyeuvre-Grande auf 168 m                    |
| L'Orne                        | A8--0100    |        | 85,7       | 1.268,2   | 12,40          | nordöstlich von Richemont auf 155 m              |